# 18금 린코
《18금 린코》는 마쓰모토 다카의 일본 만화 《주하치린》 (18倫)을 원작으로 2009년에 개봉된 일본 영화이다.

## 줄거리
의사가 되는 것을 꿈꾸며 명문 학교에 다니는 주인공 이케우치 린코는 아버지의 파산으로 빈털터리가 되고 학교를 그만 두게된다. 생활을 위해 성인 비디오 제작회사에 사무, 잡일 담당으로 취직하게 된다.

## 출연진
- 다시로 사야카 - 이케우치 린코
- 가와이 류노스케 - 사와쿠라
- 모리야 유타
- 고반
- 사나 - 유나
- 가지키 히토시
- 사사키 요지